# Dragon MSX-64
Dragon Data Ltd MSX-64 (MSX-64) је кућни рачунар фирме Dragon Data Ltd који је почео да се производи у Шпанији током 1985. године.
Користио је Zilog Z80A микропроцесорску јединицу а RAM меморија рачунара је имала капацитет од 64 KB. 
Као оперативни систем кориштен је MSX DOS.

## Детаљни подаци
Детаљнији подаци о рачунару MSX-64 су дати у табели испод.
|                       |                                                         |
| [ 1 ]                 |                                                         |
| Произвођач            |                                                         |
| Тип                   | кућни рачунар                                           |
| Меморија              | 64 KB                                                   |
| Поријекло             | Шпанија                                                 |
| Година                | 1985                                                    |
| Тастатура             | 73 тастера, укључујући 5 функцијских и 4 тастера смјера |
| Процесор              |                                                         |
| Фреквенција процесора | 3,58                                                    |
| RAM                   | 64 KB                                                   |
| ROM                   | 32 BASIC/BIOS (MSX BASIC V1.0)                          |
| Текст                 | мод 0: 40 x 24 , мод 1 : 32 x 24                        |
| Графика               | Све до 256 x 192 са 16 боја                             |
| Боја                  | 16                                                      |
| Звук                  | програмибилни генератор звука                           |
| Димензије             | непознато                                               |
| Портови               |                                                         |
| Оперативни систем     |                                                         |